# Yelena Yemchuk
Yelena Yemchuk (en ukrainien : Єлена Ємчук, Êlena Êmčuk, née le 22 avril 1970) est une photographe et artiste ukrainienne.

## Biographie
Yelena Yemchuk est née à Kiev, en Ukraine. 
Fille d'un athlète et d'une enseignante, sa famille déménage à Brooklyn, New York,, durant son adolescence. Elle a étudié à la Parsons School of Design et au Art Center College of Design de Pasadena, CA.
Elle a principalement travaillé avec le groupe Smashing Pumpkins, et également avec les artistes Savage Garden et Rufus Wainwright. Elle a aussi collaboré avec des magazines de mode (Vogue, The New Yorker, W) et des marques telles que Kenzo, Cacharel et Dries Van Noten.

## Vie privée
Yelena Yemchuk a été en couple avec le chanteur Billy Corgan.
Depuis 2010, elle est mariée à  l'acteur Ebon Moss-Bachrach, de la série Girls. Ensemble, ils ont deux filles.